# Sayam 13 chuamong
Sayam 13 chuamong (สยาม 13 ชั่วโมง; comunemente conosciuta come Siam 13 Hours) è una webserie thailandese distribuita simultaneamente su AIS Play e Facebook tra il 17 settembre e l'8 ottobre 2017, in quattro episodi. Prodotta da AIS e Cosocomo, vede una reunion di alcuni attori dalla serie televisiva Make It Right: The Series - Rak ok doen, con numerosi easter egg a questa nel corso delle puntate.

## Trama
Dopo mesi di conoscenza in chat di una ragazza, finalmente arriva il fatidico momento per Pao di incontrarla. Lui si presenta all'appuntamento a Siam (quartiere di Bangkok), ma lei continua ad accumulare ritardi su ritardi. A fare compagnia a Pao accorreranno però in soccorso i suoi amici, coi quali succederà di tutto.

## Personaggi e interpreti

### Principali
- Pao (ep. 1-4), interpretato da Peemapol Panichtamrong "Peak".
- Ten (ep. 1, 4), interpretato da Sittiwat Imerbpathom "Toey".
- Ick (ep. 2, 4), interpretato da Pawat Chittsawangdee "Ohm".
- Bas (ep. 2-4), interpretato da Krittapak Udompanich "Boom".

### Secondari
- Turbo (ep. 3), interpretato da Nattapat Sakullerphasuk "Film".

## Episodi
| Stagione       | Episodi | Pubblicazione |
| -------------- | ------- | ------------- |
| Prima stagione | 4       | 2017          |